# Mouhanad Khorchide

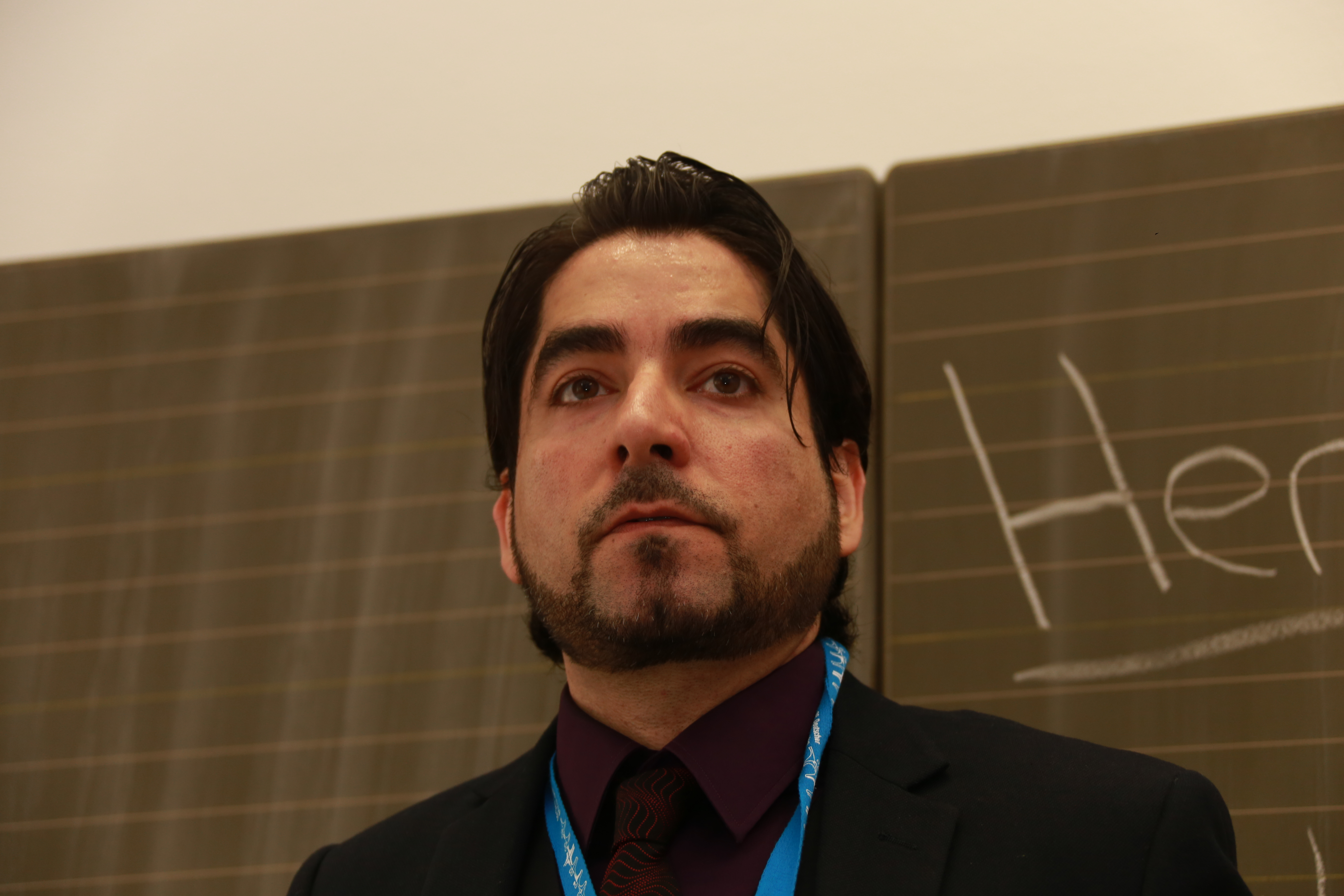
Mouhanad Khorchide (2014)

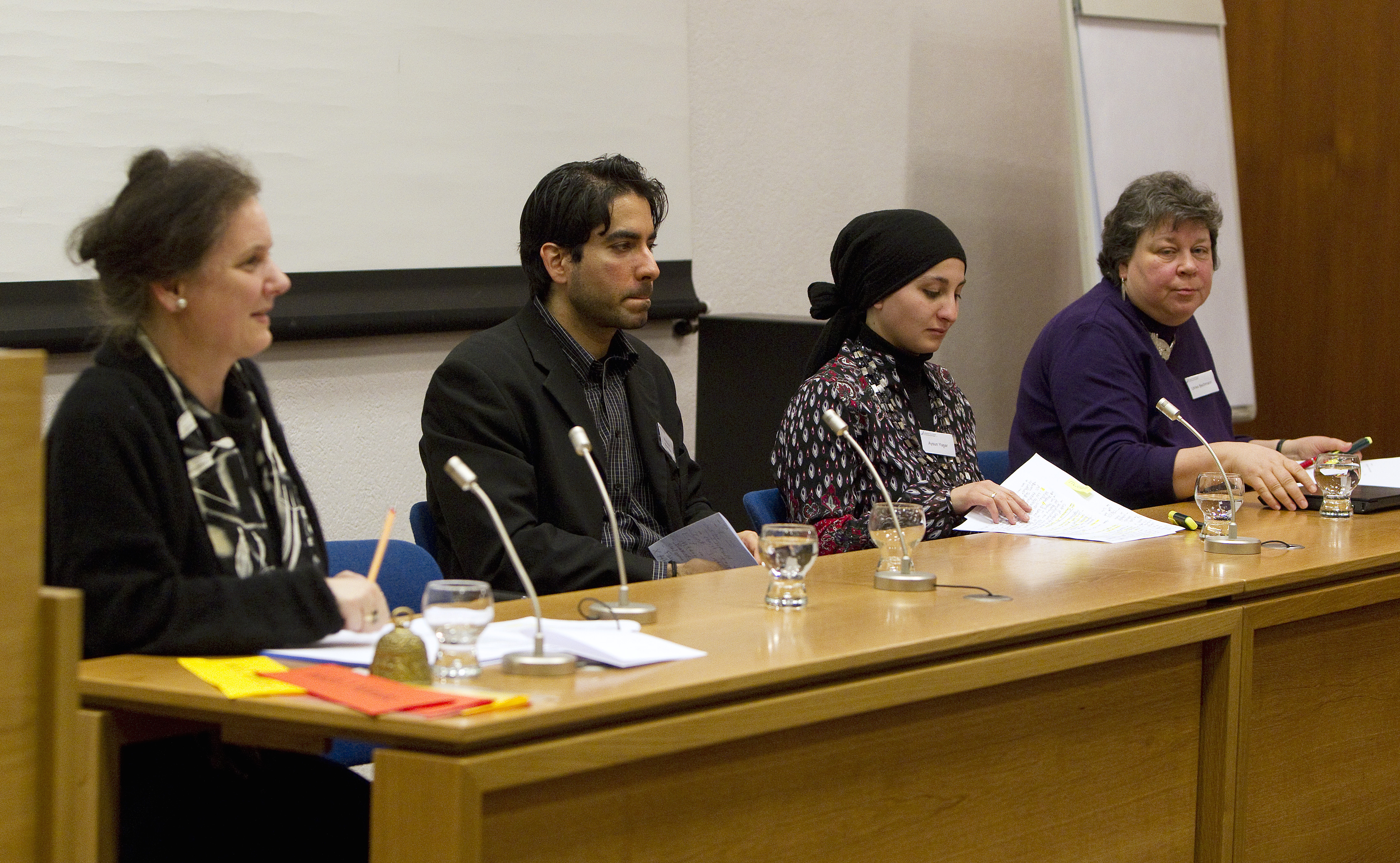
Khorchide (2. v. l.) beim Podium Theologisches Forum Christentum Islam, 2010. Rechts: Ulrike Bechmann

Mouhanad Khorchide (arabisch مُهَنَّد خُورْشِيد Muhannad Churschid, DMG Muhannad Ḫūršīd, * 6. September 1971 in Beirut) ist ein österreichischer Soziologe und Religionspädagoge. Er ist Professor für Islamische Religionspädagogik und Leiter des Zentrums für Islamische Theologie (ZIT) an der Universität Münster.

## Leben
Khorchides Großeltern waren aus Palästina in den Libanon geflohen. Seine Eltern zogen von dort weiter nach Riad in Saudi-Arabien, wo Mouhanad Khorchide mit zwei Geschwistern aufwuchs. Er durfte als Ausländer dort nicht studieren und lernte Deutsch, um später in Deutschland studieren zu können. Weil er als Staatenloser dort kein Visum erhielt, entschied er sich schließlich für Österreich.
Khorchide kam 1989 als 18-Jähriger nach Wien und wurde nach vier Jahren österreichischer Staatsbürger. Nach einem abgebrochenen BWL-Fernstudium an der Studiengemeinschaft Darmstadt (1994 bis 1997) und Humanmedizinstudium in Wien (1990 bis 1993) führte er eine Import-Export-Firma, um sich ein Islam-Fernstudium finanzieren zu können. Dieses absolvierte er von Oktober 1999 bis Dezember 2004 an der Universität Imam al-Auzāʿī in Beirut, an der er einen Hochschulabschluss in islamischer Theologie erwarb. Von Oktober 2000 bis Februar 2007 studierte er Soziologie an der Universität Wien mit einem Abschluss als Magister der Soziologie.
Von Dezember 2006 bis September 2008 war er Universitätsassistent an der Forschungseinheit Islamische Religionspädagogik an der Universität Wien. Seit 2007 war er Lehrbeauftragter für den privaten Studiengang für das Lehramt für Islamische Religion an Pflichtschulen. Zugleich war er im In- und Ausland wissenschaftlicher Mitarbeiter an verschiedenen Projekten, mit Schwerpunkt auf Islam in Europa, islamischer Religionsunterricht in Europa, Muslime der zweiten Einwanderergeneration, koranische Hermeneutik sowie Islam und Aufklärung. Außerdem lehrte Khorchide in Einrichtungen der Erwachsenenbildung. Khorchide war Imam einer kleinen Moschee in Wien-Ottakring und hat selbst als Religionslehrer gearbeitet.
In Wien verbrachte Khorchide viel Zeit in der Schura-Moschee im Bezirk Leopoldstadt, die unter der Leitung des international bekannten Predigers Adnan Ibrahim stand. Vom ebenso palästinensisch-stämmigen Ibrahim zeigte sich Khorchide tief beeindruckt und dankte ihm später in seiner Dissertation (2009) ausdrücklich für dessen Motivation. In seinem Buch Gott glaubt an den Menschen (2015) würdigte er Ibrahim zudem als „zeitgenössischen Reformer“.
Für seine Dissertation Der islamische Religionsunterricht zwischen Integration und Parallelgesellschaft: Einstellungen der islamischen ReligionslehrerInnen an öffentlichen Schulen von 2008 befragte Khorchide rund die Hälfte der 400 islamischen Religionslehrer in Österreich. Eine bedeutende Minderheit der Befragten lehnte demokratische und rechtsstaatliche Prinzipien ab. Darauf forderten Vertreter aller politischen Parteien strengere Regeln. Die Islamische Glaubensgemeinschaft in Österreich wehrte sich und sprach von „Diffamierungen“.
Khorchide hat seit dem 20. Juli 2010 als Nachfolger von Sven Kalisch die Professur für Islamische Religionspädagogik inne, mit der die Universität Münster seit Herbst 2010 islamische Religionslehrer ausbildet.
Er ist Herausgeber eines seit Herbst 2018 im Herder-Verlag erscheinenden, auf insgesamt 17 Bände angelegten historisch-kritischen Koran-Kommentars.
Im Juli 2020 stellte Khorchide gemeinsam mit Lorenzo Vidino und der zuständigen Integrationsministerin Susanne Raab (ÖVP) die Dokumentationsstelle Politischer Islam vor. Seitdem leitet Khorchide den wissenschaftlichen Beirat dieser Stelle.
Im August 2022 trat Khorchide in einem Verleumdungsprozess gegen Amir Zaidan als dessen Entlastungszeuge auf, wobei der Richter Khorchide nicht glaubte.
Khorchide ist wissenschaftlicher Leiter der seit April 2024 am Zentrum für Islamische Theologie in Münster ansässigen Forschungsstelle „Islam und Politik“. Die Forschungsstelle untersucht das Verhältnis von Islam und Muslimen zur Politik innerhalb und außerhalb Europas und nutzt dafür theologische, historische, sozialwissenschaftlich theoretische und sozialwissenschaftlich empirische Zugänge.
Er ist zudem Mitglied der neunköpfigen „Task Force Islamismusprävention“, die am 1. Oktober 2024 im Bundesministerium des Innern und für Heimat unter Leitung von Nancy Faeser ihre Arbeit aufgenommen hat.

## Werke
Khorchide stellte in seinem 2012 erschienenen Buch „Islam ist Barmherzigkeit“ seine Vision von einem modernen, aufgeklärten Islam vor: eine humanistische Religion, die vor allem von Gottes Barmherzigkeit, Gottesliebe und Freiheit geprägt sei. Khorchide liest den Koran als ein Buch aus dem siebten Jahrhundert, dessen einzelne Gebote nicht mehr wörtlich ins heutige Leben übertragen werden können. Er tritt für eine historisch-kritische Koranexegese ein. Trotzdem blieben bei solch einer Auslegung die Kernbotschaften des Propheten Mohammed erhalten.
In seinem 2020 erschienenen Buch Gottes falsche Anwälte. Der Verrat am Islam plädiert Khorchide für eine Wiederentdeckung des Freiheitspotenzials des Islam. In einem historischen Rückblick beschreibt er zunächst, wie der Islam bereits wenige Jahrzehnte nach seiner Entstehung instrumentalisiert wurde, um gewaltsame Unterdrückung und autoritäre Herrschaftsstrukturen zu legitimieren. Das befreiungstheologische Anliegen der Anfangszeit wurde dadurch verdrängt. Ursprünglich geht es dem Koran und der Verkündigung Mohammads um die Befreiung des Menschen aus gesellschaftlichen, sozialen und wirtschaftlichen Zwängen. Theologische Grundlage dafür ist die Erkenntnis, dass Gott sich den Menschen in Liebe und Barmherzigkeit zuwendet, damit es ihnen in umfassender Weise gut geht und sie selbstbestimmt leben können. Die Beziehung zwischen Gott und Mensch versteht Khorchide als eine liebevolle Freiheitsbeziehung, die sich konsequent in einem freien Miteinander der Menschen verwirklicht. Die historische Entwicklung des Islam habe dazu geführt, dass diese Kernbotschaft verfälscht worden sei und sich verzerrte Gottes- und Menschenbilder etablieren konnten. Auch ist der kommunikative Charakter des Offenbarungsgeschehens ausgeblendet und der Koran als Quelle direkter Handlungsanweisungen umgedeutet worden. Die Folgen solcher Fehlentwicklungen sind für Khorchide bis heute im sog. Politischen Islam erkennbar. Im zweiten Teil des Buches macht Khorchide konkrete Reformvorschläge, wie der Islam zu seinem ursprünglichen Anliegen zurückfinden kann. Dazu fordert er eine konsequente Selbstkritik und eine ehrliche Analyse der gegenwärtigen Situation.
2023 veröffentlichte Khorchide seinen ersten Roman mit dem Titel „Sieben verlorene Perlen“. Der Roman erzählt die Geschichte des jungen Mannes Rayyan, der sich nach einem Traumerlebnis auf die Suche nach verloren gegangenen Schätzen des Islam begibt. Auf seiner Reise macht die Hauptfigur zahlreiche Entdeckungen, die das Gottes- und Menschenbild, Jenseitsvorstellungen und Fragen der Ethik betreffen. Khorchide verwendet in seinem Werk eine poetische und magisch-realistische Erzählweise, um praktische Reformvorschläge für eine Theologie der Liebe und Barmherzigkeit ins Gespräch zu bringen. Auf diese Weise macht er die Ergebnisse seiner wissenschaftlichen Arbeit einer breiten Leserschaft allgemeinverständlich zugänglich.

## Positionen
Khorchide vertritt die Auffassung, dass der Islam die Säkularität benötigt, um vor politischem Missbrauch geschützt zu werden. Als grundlegend für einen modernen, säkular zu verstehenden Islam betrachtet er hierbei einen im Sahīh Muslim überlieferten Hadith, demzufolge der Prophet Mohammed seinen Anhängern im Zusammenhang mit dem Anbau von Dattelpalmen erklärt haben soll, dass sie seine Anweisungen nur dann zu befolgen hätten, wenn sie die Religion beträfen, ansonsten aber nicht. Diese Trennung zwischen dem Wirken von Mohammed als Propheten und seinem Wirken als politischem Oberhaupt der Gemeinde bietet seiner Meinung nach eine wichtige Grundlage für die Akzeptanz der Säkularität im Islam.
2012 antwortete Khorchide auf die Frage, wieso er auch sogenannte liberale Muslime kritisiere: „Sie reduzieren den Islam. Ähnlich wie die Fundamentalisten. Die Fundamentalisten höhlen ihn aus, indem sie sich auf die Fassade, die Äußerlichkeiten fokussieren. Die Liberalen geben eine radikale Antwort, indem sie auf fast alle Äußerlichkeiten und Rituale verzichten, sie beschränken sich auf die Schahada, das Glaubensbekenntnis. Das ist zu wenig. Die Schahada muss ihren Ausdruck im Leben finden.“
Weil Khorchide Morddrohungen erhält, steht er unter Polizeischutz. Im Januar 2015 sagte er dazu: „Die Morddrohungen haben zwar abgenommen, aber ich stehe weiterhin unter strengem Polizeischutz.“ Im März 2017 wurde nach wie vor berichtet: „Seit Jahren erhält er von Islamisten immer wieder Morddrohungen, deswegen steht er unter Polizeischutz.“ Im September 2021 gab Khorchide an, er erhalte zum Beispiel Hassnachrichten von Anhängern der Muslimbruderschaft, und wegen Morddrohungen „aus dem salafistischen Lager“ trete er öffentlich unter Polizeischutz auf. Khorchide erklärte, bei diesen Angriffen gehe es um Macht. Die Urheber hätten „Angst, ihre Deutungshoheit über den Islam zu verlieren“.
Im Wahlkampf zu den Nationalratswahlen 2017 unterstützte Mouhanad Khorchide den damaligen ÖVP-Chef Sebastian Kurz. In einem Kommentar in der Tageszeitung Der Standard mit der Überschrift „Warum Sebastian Kurz kein Islamhasser ist“ schrieb Khorchide, dass Kurz die Gefahren des Politischen Islam längst erkannt habe und der Politische Islam die Gesellschaft spalte.
Khorchide ist Unterstützer der 2017 gegründeten Europäischen Bürgerinitiative Stop Extremism, die  Menschen in Europa vor den Konsequenzen von Extremismus schützen will. 2023 deckte die Zeitschrift Profil auf, dass es sich bei Stop Extremism um eine aus den Emiraten gesteuerte Kampagne gegen die Muslimbruderschaft handelte.
Im Frühjahr 2021 führte die österreichische Bundesregierung Kurz II den neuen Straftatbestand der „religiös motivierten extremistischen Verbindung“ (§ 247b StGB) ein. Ursprünglich zielte die ÖVP damit insbesondere auf den sogenannten „Politischen Islam“ und die Muslimbruderschaft ab. Der Koalitionspartner Die Grünen setzte sich jedoch für eine religiös neutrale Formulierung ein, sodass der Gesetzestext entsprechend angepasst wurde. Mehrere Gerichte und Rechtswissenschaftler kritisierten die Einführung des Straftatbestands mit Verweis auf seine Unbestimmtheit und die fehlende Notwendigkeit. In einer Stellungnahme an den Nationalrat begrüßte Mouhanad Khorchide, Vorsitzender des wissenschaftlichen Beirats der Dokumentationsstelle Politischer Islam, hingegen die neue Regelung und argumentierte, dass sie insbesondere auf die Muslimbruderschaft anwendbar sei.

## Kritik und Rezeption
2009 kritisierte der Soziologe Henrik Kreutz, Professor an der Universität Nürnberg, die Doktorarbeit von Mouhanad Khorchide als „pseudowissenschaftlichen Hokuspokus“ und „Schummelei“. Khorchide wies die Vorwürfe in einer Replik zurück, die Henrik Kreutz wiederum als „unsachliche Unterstellung“ bezeichnete. Kreutz fügte hinzu, Khorchide habe „Versprechungen auf einige wenige zusätzliche Auswertungen“ nicht eingehalten und forderte, das von ihm gesammelte empirische Material von unabhängigen Wissenschaftlern im Rahmen einer Sekundäranalyse sorgfältig aufarbeiten zu lassen. In einem weiteren Gastkommentar für die österreichische Tageszeitung Die Presse unterstellte Henrik Kreutz Khorchide einen „gravierenden Kunstfehler“ begangen zu haben: „Die Behauptung, dass islamische Religionslehrer intolerant und fanatisch wären, kann man als falsche Anschuldigung zurückweisen.“ Kritik an dieser Doktorarbeit kam auch vom Bildungsforscher Stefan Hopmann, Professor für Bildungswissenschaft an der Universität Wien, der meinte, er hätte die Arbeit nicht angenommen, und die Feststellungen von Khorchide seien „wissenschaftlich gesehen schlichter Unfug“.
Der Islamwissenschaftler Rainer Brunner, Privatdozent an der Universität Freiburg, kritisierte Khorchide für eine Publikation in der Herder Korrespondenz: „Kennzeichnend für eine solche apologetische Haltung ist etwa Khorchide 2010, 20, der mit nur einem Satz ebenso beiläufig wie tendenziell den La ikrah-Vers streift: ‚Und schließlich ist Religionsfreiheit geboten: ›Es gibt keinen Zwang im Glauben (sic!)‹ (...).‘“
Kritisch setzte sich der Islamwissenschaftler Muhammad Sameer Murtaza mit Islam ist Barmherzigkeit auseinander. Der Kernaussage des Buches nach unterscheide sich eine ethische von einer unethischen Lebensführung nicht, da letztendlich Gott alle gleichbehandeln würde. Konsequenz einer solchen Argumentation wäre es, dass Gläubige in Nachbarschaft mit Tyrannen wie Adolf Hitler und Josef Stalin leben würden. Zwar müsse die Glaubensverweigerung differenziert betrachtet werden, allerdings „nicht so plump“ wie Khorchide es mache. Außerdem sei es laut Murtaza verwunderlich, dass Khorchide das Gott-Mensch-Verhältnis durchgängig nicht als rabb-abd-Beziehung bezeichnet, was auf dessen Unkenntnis des Begriffspaares schließen lasse. Eine „Verniedlichung Gottes“, bei der alle für den Menschen unangenehmen Züge ignoriert werden sei ebenso abzulehnen. Von den theologischen Reflexionen verlangt Murtaza eine Begründung, eine intersubjektiven Nachvollziehbarkeit und einer logischen Stringenz, da ansonsten bloß eine subjektive Erklärung vorliege. Abschließend schreibt Murtaza: „Da der Theologe konsequent darin bleibt, nicht wissenschaftlich zu arbeiten, kann man solche Thesen nur als ein meinen abtun.“ Im selben Jahr schickte Khorchide einen Brief an den Arbeitgeber Murtazas, der Stiftung Weltethos und kündigte Murtaza rechtliche Konsequenzen an, da dieser ihm öffentlich seinen Glauben abgesprochen habe. Diesen Brief machte Murtaza öffentlich und warf Khorchide vor mit Kritik nicht umgehen zu können und schnell beleidigt zu sein.
Ende 2013 protestierten muslimische Verbände (darunter der Koordinationsrat der Muslime in Deutschland, die Türkisch-Islamische Union der Anstalt für Religion und der Islamrat für die Bundesrepublik Deutschland) gegen Khorchide, dessen historisch-kritische Methode und Thesen zur Barmherzigkeit sie ablehnen. Ihrer Ansicht nach genügten Khorchides theologische Positionen weder wissenschaftlichen Ansprüchen, noch gingen sie mit seiner Selbstverpflichtung zu einer bekenntnisgebundenen Islamtheologie konform. Dadurch sei das Vertrauen der organisierten Muslime in seine Arbeit beschädigt.
2021 kritisierte der Islamwissenschaftler Rüdiger Lohlker, Professor an der Universität Wien, auf seinem Blog die Bezeichnung Khorchides durch Medien als „Islamwissenschaftler“. Khorchide warf er vor „irgendetwas“ über Dinge zu sagen, die mit Islam in Verbindung zu bringen sind.
Im Zuge der Evaluation des Islamischen Religionsunterrichts in NRW wurde unter Leitung von Mouhanad Khorchide im März 2024 eine Studie zur Einstellung von Studenten für den islamischen Religionsunterricht veröffentlicht. Im Mai 2024 präsentierte Khorchide die Ergebnisse dem Landtag NRW. Laut Studienergebnissen bestehe ein positiver Zusammenhang zwischen Reformorientierung und Werten der Demokratie, wohingegen eine Nähe zu türkisch-islamischen Organisationen negativ korrealiere. Die Deutsche Gesellschaft für Islamisch-Theologische Studien (DEGITS) kritisierte jedoch methodische Schwächen der Studie, da etwa vereinfachte und suggestive Fragen verwendet worden seien. Zudem arbeite die Studie auf einer reduktionistischen Art und verwende Schwarz-Weiß-Formulierungen. Die DEGITS kritisierte zudem die Forschungsethik der Studie. So seien Studierende instrumentalisiert worden, indem die Anfrage zur Teilnahme an der Studie von den tatsächlichen Forschungsfragen abwich. Der Verband Muslimischer Lehrkräfte (VML) schloss sich der Kritik an und kritisierte ebenfalls tendenziöse und suggestive Fragen und Antwortmöglichkeiten. Lamya Kaddor, Gründerin des Liberal-Islamischen Bundes, äußerte die Frage, warum nicht ein weniger umstrittener Lehrstuhl vom Land Nordrhein-Westfalen mit der Studie betraut wurde. Ihrer Einschätzung nach ist Khorchide auch unter liberalen Muslimen umstritten. Die Fragestellungen der Studie hält sie für suggestiv, zudem kritisiert sie, dass die Erhebung nur oberflächliche Einblicke liefere.
Politischer Islam
Eine 2018 im Kampf gegen den „Politischen Islam“ durch die Bundesregierung Kurz I angeordnete Schließung von sieben Moscheen wurde von Khorchide unterstützt, da es sich laut ihm „ganz klar um einen Gesetzesbruch“ gehandelt habe. Allerdings waren die Schließungen laut einer Entscheidung des Verwaltungsgerichts Wien rechtswidrig, sodass die Moscheen ihren Betrieb wieder aufnehmen durften.

2020 kritisierte der Islamwissenschaftler Thomas Bauer, Professor an der Universität Münster, in einer Rezension zu Gottes falsche Anwälte. Der Verrat am Islam dessen Äußerungen rund um den Politischen Islam:
„Dieses Beharren auf einer einzigen Wahrheit – der eigenen – und die Verneinung der Geschichte sind Merkmale des Fundamentalismus, in denen sich K. mit Wahhabiten und Salafisten einig ist. Deshalb gelten ihm auch nicht diese als die gefährlichsten Muslime, sondern die Vertreter des ‚politischen Islams‘: „Allerdings sind wir jetzt mit einer viel gefährlicheren Ideologie konfrontiert: der des politischen Islams. Sie ist deshalb gefährlicher, weil sie versucht, die Gesellschaft subtil zu unterwandern. Bekennt sich der Salafist zu seiner salafistischen Ideologie [...], zeigt sich der Anhänger des politischen Islams als gut integriert, ist meist gut ausgebildet, modebewusst, trägt, wenn er ein Mann ist, nicht selten Anzug, spricht von Integration [...]. Er distanziert sich von Salafismus und Extremismus, beteiligt sich sogar aktiv an Aktionen und Projekten gegen den Extremismus und zeigt nicht selten Zivilcourage.“ (99) Mit anderen Worten: Nicht der Salafist mit dem Zauselbart ist gefährlich, sondern der muslimische Kinderarzt im Anzug, der für den Integrationsrat kandidiert. Was soll mit einem solchen Pauschalverdacht bezweckt werden, der leicht in Verschwörungstheorien münden kann? Und tut er dies nicht schon hier, wenn auch bei K. unmittelbar darauf die Warnung folgt, dass der politische Islam ja die Weltherrschaft anstrebe (101)?“
In einer Replik wies Mouhanad Khorchide die Vorwürfe zurück: 
„Beim Lesen seiner „Rezension“ musste ich mich allerdings oftmals fragen, ob wir überhaupt von demselben Buch reden, denn seine „Rezension“ ist eine Ansammlung von persönlichen Angriffen, Pauschalverurteilungen sowie fachlichen und inhaltlichen Falschbehauptungen, die ich hier widerlegen möchte. Er resümiert gerade das, was das Buch nicht sagen will und sogar wogegen es sich stellt.“
In einer Rezension für die FAZ schreibt der Islamwissenschaftler Alexander Flores, Professor an der HS Bremen, über Gottes falsche Anwälte: 
„Bedenklich wird es da, wo man seine eigene für die einzig mögliche Interpretation und alles davon Abweichende für Verfälschung, Manipulation und Verrat erklärt, wie es hier geschieht. [...] Er bleibt überhaupt ganz auf der ideologischen Ebene und setzt sich mit den harten Tatsachen der muslimischen Existenz früher und heute nicht auseinander. Leider nimmt er damit seiner von ihrem Inhalt und ihrer Stoßrichtung her hochbegrüßenswerten Predigt etwas von ihrer Überzeugungskraft.“
Ähnlich wie Thomas Bauer äußert sich auch der Politikwissenschaftler Imad Mustafa zu Khorchides Aussagen über den „Politischen Islam“. Diese bezeichnet er als Verschwörungstheorien, deren Struktur ihn an antisemitische Narrative über das „Weltjudentum“ erinnere, das als betrügerisch, täuschend und illoyal dargestellt werde.
In einer Zeugeneinvernahme  im Zusammenhang mit der Operation Luxor warf Mouhanad Khorchide dem Politikwissenschaftler Farid Hafez vor, Rufmord zu betreiben. Hintergrund war ein Medienbericht, in dem Hafez Khorchide, Lorenzo Vidino und Susanne Schröter als „rechtsradikale Persönlichkeiten“ bezeichnet haben soll. Khorchide erklärte gegenüber Beamten des Landesamts Staatsschutz und Extremismusbekämpfung, dass diese Äußerung seine Bewegungsfreiheit in der arabischen Welt erheblich eingeschränkt habe und er sowie seine Familie nun die Konsequenzen dafür tragen müssten. Farid Hafez wies diesen Vorwurf zurück und betonte, dass Khorchide ganz im Gegenteil enge Kontakte zu autoritären Staaten in der arabischen Welt pflege. Als Beispiel nannte Hafez ein Interview, das Khorchide dem bekannten Propagandisten des ägyptischen Militärregimes, Amr Adib, zur Operation Luxor gab. Adib ist für seine wiederholten antisemitischen Äußerungen und seiner Kampagne gegen den Menschenrechtsaktivisten Alaa Abd el-Fattah bekannt. In diesem Interview habe Khorchide falsche Behauptungen aufgestellt, etwa dass bei den Hausdurchsuchungen 25 Millionen Euro Bargeld gefunden worden seien, die Ideen der Muslimbruderschaft für den Terroranschlag in Wien 2020 verantwortlich seien, die österreichische Bundesregierung ein Verbot der Muslimbruderschaft plane und Muslimbrüder eine Strategie der Taqiya verfolgten. Darüber hinaus besuchte Khorchide im Jahr 2019 gemeinsam mit dem ägyptischen Religionsminister Mokhtar Guma die Eröffnung der „Internationalen Akademie für die Ausbildung von Imamen“. Weiters lobte er Saudi-Arabien, die Vereinigten Arabischen Emirate und Ägypten ausdrücklich für ihren Kampf gegen den „Politischen Islam“. Hafez kritisiert, dass Khorchide dabei ignoriere, dass das vorrangige Ziel dieser Staaten die Ausschaltung jeglicher Opposition sei. Passend dazu habe Khorchide den Militärputsch in Ägypten 2013 als eine „Absetzung mit breiter Zustimmung der Bevölkerung“ umgedeutet. Die Kritik an der Nähe Khorchides zum ägyptischen Militärregime wuchs schließlich so stark, dass die Universität Münster in ihrer Universitätszeitung ein offizielles Statement von Khorchide veröffentlichte, wonach er nicht mit dem ägyptischen Regime zusammenarbeite.
Im Jahr 2020 äußerte der Islamwissenschaftler Muhammad Sameer Murtaza deutliche Kritik an der von Khorchide entwickelten Arbeitsdefinition der Dokumentationsstelle Politischer Islam. Murtaza bemängelte, dass diese Definition die Trennlinie zwischen Religion und Staat verwische. Er charakterisierte Khorchide aufgrund seiner Sozialisierung in Saudi-Arabien als Muslim mit einer „politisch konservativen, staatsgläubigen Einstellung“, der mit seiner Arbeit Rechtspopulisten und Rechtsextremen in die Hände spiele. Darüber hinaus warf Murtaza Khorchide vor, im Jahr 2016 einen ranghohen ägyptischen Beamten, der ein autoritäres und menschenrechtsfeindliches Regime vertritt, hofiert zu haben. Murtaza erwähnt auch die von der iranischen Opposition heftig kritisierten Auftritte Khorchides in der iranischen Botschaft in Deutschland (2010), im Islamischen Zentrum Hamburg (2017) und die Teilnahme Alireza Panahian, der die Exekution iranischer Oppositioneller fordert.

## Verbandsaktivitäten

### Deutschland
Khorchide ist Gründungsmitglied des 2015 ins Leben gerufenen Muslimischen Forums Deutschland und der Muslimischen Gemeinschaft NRW. Er ist Vorstandsvorsitzender des 2019 gegründeten Vereins „begegnen e. V. – Für Toleranz in NRW“, der interreligiöse Begegnungs- und Bildungsangebote bereitstellt und vom Ministerpräsidenten des Landes Nordrhein-Westfalen gefördert wird. 2019 ermutigten Regierungskreise Khorchide gemeinsam mit der damaligen Staatssekretärin Serap Güler (CDU) die „Muslimische Gemeinschaft NRW“ zu gründen. Kritik kam umgehend von den vier größeren Islamverbänden und dem Liberal-Islamischen Bund, die einen „Staatsislam“ befürchteten. Grund dafür war, dass in der ersten Erklärung die Gründungsmitglieder die Politik aufforderten mit der neuen Gemeinschaft zu arbeiten und Güler für viele integrations- und islampolitische Entscheidungen zuständig war. Mit Stand 2019 hatte die Muslimische Gemeinschaft NRW nach Ansicht der Akademie für Islam in Wissenschaft und Gesellschaft (AIWG) jedoch keine eigene Gemeinde aufbauen können.

### Österreich
Im Februar 2023 gründete Mouhanad Khorchide den Verein „Muslimisches Forum Österreich“, der die „Österreichische Islamkonferenz“ (ÖIK) verantwortet. Kritik kam von der IGGÖ, die befürchtete, dass das Integrationsministerium einen neuen Ansprechpartner aufbauen wolle, da die Fördermittel vom Bundeskanzleramt vergeben werden. Das „Muslimische Forum Österreich“ wird mit insgesamt 255.292,36 Euro mit Mitteln vom Bundeskanzleramt und AMIF gefördert.
Die „Österreichische Islamkonferenz“ versteht sich als Dialogforum, das unterschiedliche Akteure des muslimischen und zivilgesellschaftlichen Lebens zusammenbringt, so in den öffentlichen Tagungen im Dezember 2023 („Antisemitismus – Jüdisch-muslimische Beziehungen als gesellschaftliche Herausforderung in Europa“) sowie im April 2024 („Die Frau und das Weibliche im Islam“).

## Privates
Khorchide hat einen Sohn (* 1999) und lebt getrennt von seiner Partnerin.

## Auszeichnungen und Ehrungen
- 2019: Toleranzring der Europäischen Akademie der Wissenschaften und Künste[71]
- 2024: Goldene Ehrenzeichen für Verdienste um die Republik Österreich[72]

## Schriften
Als Autor:
- Der islamische Religionsunterricht zwischen Integration und Parallelgesellschaft. Einstellungen der islamischen ReligionslehrerInnen an öffentlichen Schulen. VS, Wiesbaden 2009, ISBN 978-3-531-16493-9 (Dissertation, Universität Wien 2008).
- Islam ist Barmherzigkeit. Grundzüge einer modernen Religion. Verlag Herder, Freiburg im Breisgau 2012, ISBN 978-3-451-30572-6.
- Scharia – der missverstandene Gott. Der Weg zu einer modernen islamischen Ethik. Verlag Herder, Freiburg im Breisgau 2013, ISBN 978-3-451-30911-3.
- Islam is Mercy. Essential Features of a Modern Religion. Verlag Herder, Freiburg im Breisgau 2014, ISBN 978-3-451-80286-7.
- Gott glaubt an den Menschen: Mit dem Islam zu einem neuen Humanismus. Verlag Herder, Freiburg im Breisgau 2015, ISBN 978-3-451-06958-1.
- mit Hamed Abdel-Samad: Zur Freiheit gehört, den Koran zu kritisieren. Ein Streitgespräch, Verlag Herder, Freiburg im Breisgau 2016, ISBN 978-3-451-27146-5.
- Muslim sein in Deutschland (Deutsch-Arabisch). Verlag Herder, Freiburg im Breisgau 2016; ISBN 978-3-451-37598-9.
- mit Hamed Abdel-Samad: Ist der Islam noch zu retten?: Eine Streitschrift in 95 Thesen. Verlag Herder, Freiburg im Breisgau 2017, ISBN 978-3-426-27734-8.
- mit Kardinal Kasper, Gottes erster Name. Ein islamisch-christliches Gespräch über Barmherzigkeit. Patmos: Ostfildern 2017, ISBN 978-3-8436-0906-7.
- mit Klaus von Stosch, Der andere Prophet. Jesus im Koran, Verlag Herder, Freiburg im Breisgau 2018, ISBN 978-3-451-38154-6.
- Gottes Offenbarung im Menschenwort. Der Koran im Licht der Barmherzigkeit. Verlag Herder, Freiburg im Breisgau 2018, ISBN 978-3-451-37902-4.
- Der Islam. Fragen und Antworten für alle, die’s wissen wollen. Evangelische Verlagsanstalt, Leipzig 2028, ISBN 978-3-96038-124-2.
- mit Klaus von Stosch, The Other Prophet. Jesus in the Quran, Gingko Library, London 2018.
- Gottes falsche Anwälte. Der Verrat am Islam. Verlag Herder, Freiburg im Breisgau 2020, ISBN 978-3-451-38671-8.
- mit Walter Homolka, Umdenken! Wie Islam und Judentum unsere Gesellschaft besser machen, Verlag Herder, Freiburg im Breisgau 2021.
- mit Ankelika Walser, Bibel trifft Koran. Eine Gegenüberstellung zu Fragen des Lebens, Tyrolia Verlag, Innsbruck 2022, ISBN 978-3-7022-4022-6.
- Sieben verlorene Perlen. Rayyans Reise zu den Schätzen des Islams. Bonifatius Verlag, Paderborn 2023, ISBN 978-3-9879002-7-3.
- Ein Muslim auf dem Jakobsweg. Pilgererfahrungen der anderen Art. Verlag Herder, Freiburg im Breisgau 2024, ISBN 978-3-451-39721-9.
- Ohne Judentum kein Islam. Die verleugnete Quelle. Verlag Herder, Freiburg im Breisgau 2025, ISBN 978-3-451-03606-4.

Als Herausgeber:
- Miteinander auf dem Weg. Islamischer Religionsunterricht. Klett, Stuttgart 2012, ISBN 978-3-12-006030-7.
- mit Klaus von Stosch: Herausforderungen an die islamische Theologie in Europa. Challenges for Islamic theology in Europe. Herder, Freiburg im Breisgau 2012, ISBN 978-3-451-30712-6.
- mit Marco Schöller: Das Verhältnis zwischen Islamwissenschaft und islamischer Theologie. Beiträge der Konferenz Münster, 1.–2. Juli 2011. Agenda, Münster 2012, ISBN 978-3-89688-484-8.
- mit Milad Karimi, Klaus von Stosch: Theologie der Barmherzigkeit? Zeitgemäße Fragen und Antworten des Kalām (= Schriftenreihe Graduiertenkolleg Islamische Theologie. Band 1). Waxmann, Münster 2014, ISBN 978-3-8309-2981-9
- mit Milad Karimi: Jahrbuch für Islamische Theologie und Religionspädagogik. Kalam Verlag, Freiburg (seit 2012), ISBN 978-3-9815572-0-6.
- mit Binay Sara: Islamische Umwelttheologie. Ethik, Norm und Praxis, Herder Verlag, Freiburg i. Br. 2019, ISBN 978-3-451-38477-6.
- mit Lindner Konstantin, Roggenkamp Antje, Sajak Clauß Peter, Simojoki Henrik: Stereotype – Vorurteile – Ressentiments: Herausforderungen für das interreligiöse Lernen, V & R unipress, Göttingen 2022, ISBN 978-3-8471-1346-1, online.